# Nonnus luctuosus
Nonnus luctuosus är en stekelart som först beskrevs av Otto Schmiedeknecht 1908.  Nonnus luctuosus ingår i släktet Nonnus och familjen brokparasitsteklar. Inga underarter finns listade i Catalogue of Life.